# Huncovce
Huncovce (deutsch Hunsdorf oder Hundsdorf, ungarisch Hunfalva – bis 1902 Hunfalu, lateinisch Hunnisvilla) ist eine Gemeinde in der Ostslowakei mit 3209 Einwohnern (Stand 31. Dezember 2024), die zum Okres Kežmarok, einem Teil des Prešovský kraj, gehört und in der Landschaft Zips liegt.

## Geographie

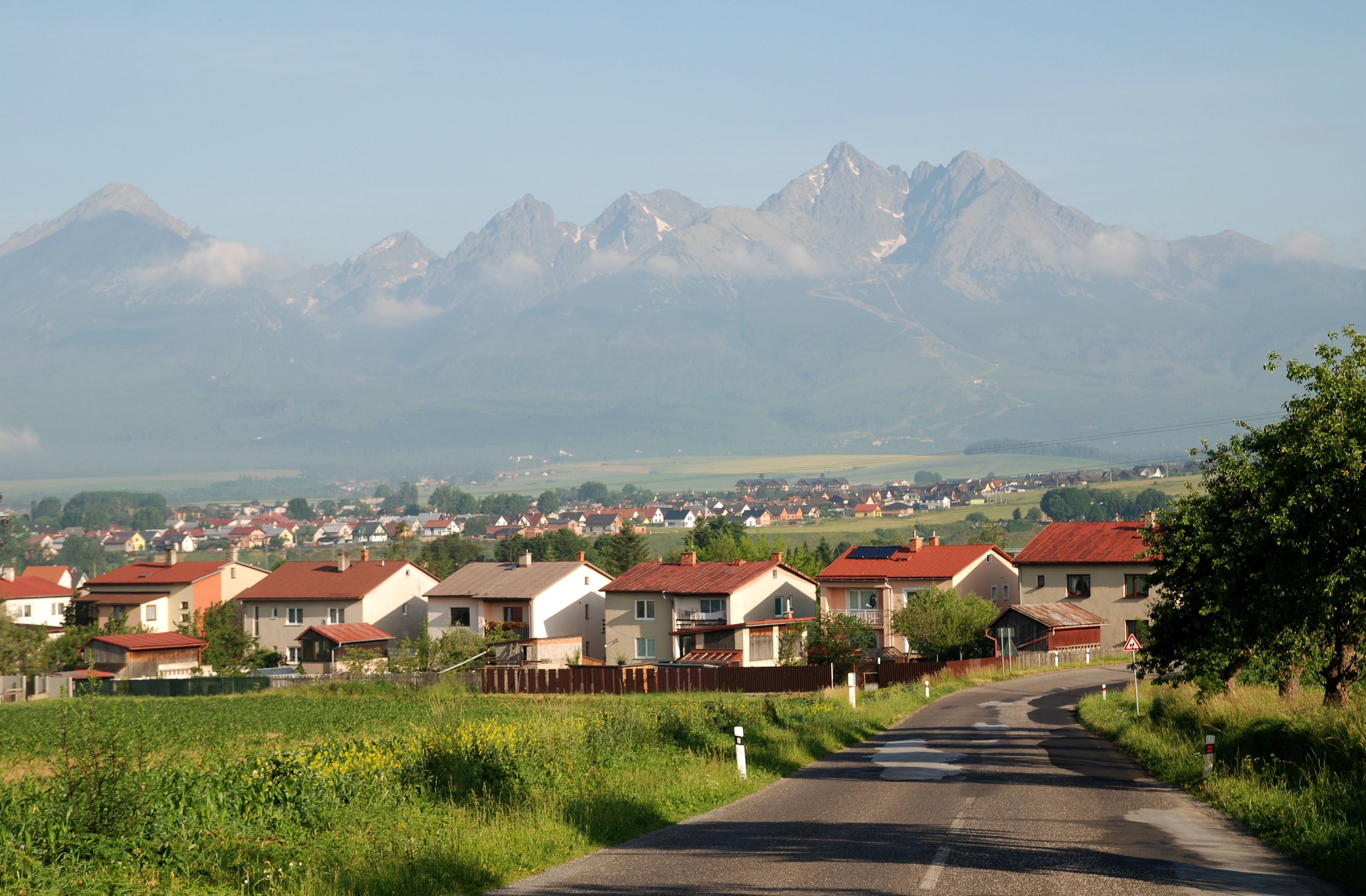
Huncovce vom Osten gesehen, mit der östlichen Hohen Tatra im Hintergrund

Die Gemeinde befindet sich im Talkessel Podtatranská kotlina, genauer in dessen Untereinheit Popradská kotlina in der Nähe der nordwestlich gelegenen Hohen Tatra, am Fluss Poprad. Das Ortszentrum liegt auf einer Höhe von 639 m n.m. und ist viereinhalb Kilometer von Kežmarok sowie neuneinhalb Kilometer von Poprad entfernt (Straßenentfernung).
Nachbargemeinden sind Malý Slavkov im Norden, Kežmarok im Nordosten, Vrbov im Osten und Südosten, Žakovce im Süden, Veľká Lomnica im Südwesten und Westen und Vysoké Tatry (Katastralgemeinde Tatranská Lomnica) im Nordwesten.

## Geschichte

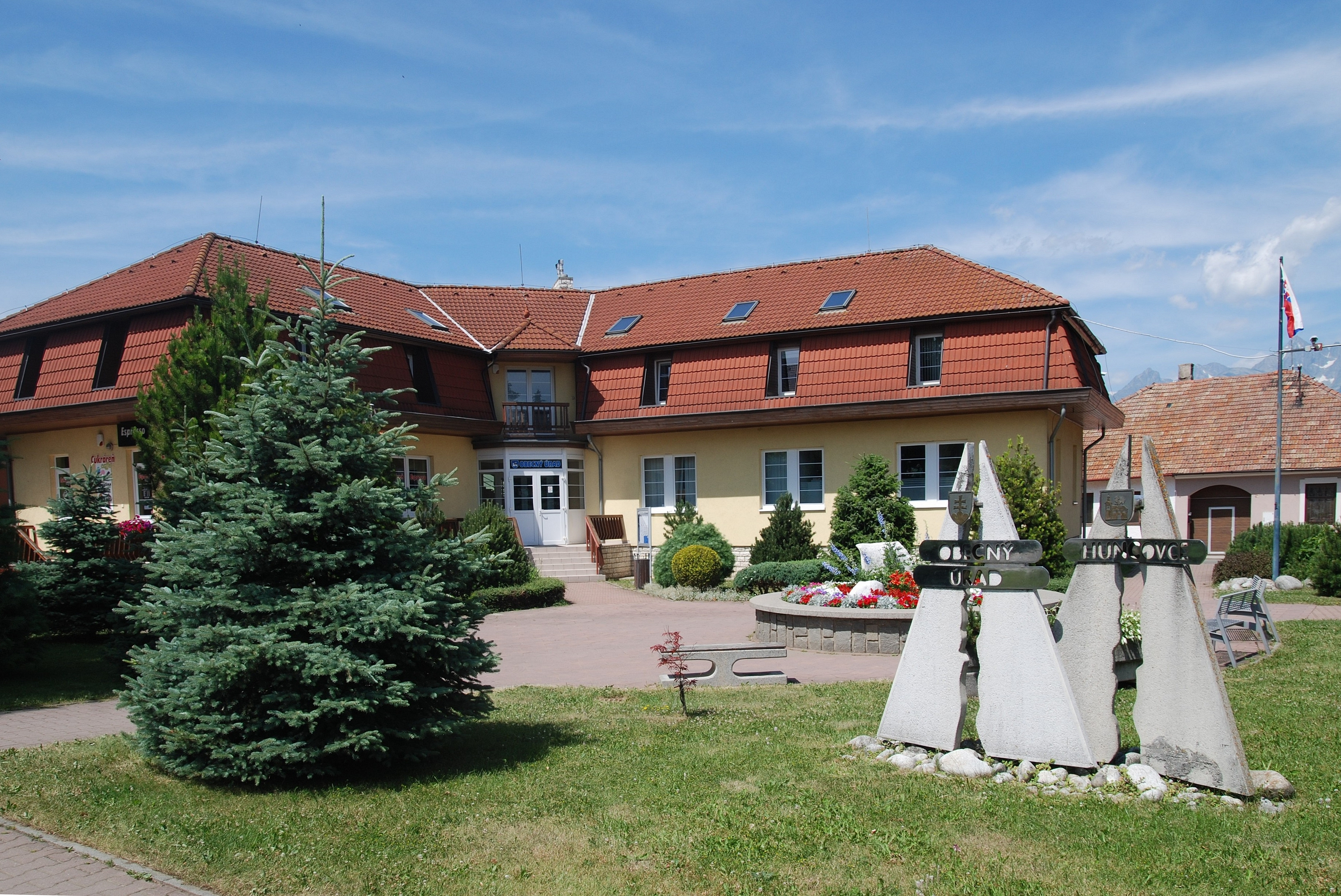
Sitz der Gemeindeverwaltung

Eine erste Siedlung aus der Latènezeit gehörte zur Púchov-Kultur.
Erstmals urkundlich erwähnt wurde das Dorf 1257 als villa Supch und war Besitz der Familien Berzeviczy und Okolicsányi. 1787 hatte die Ortschaft 129 Häuser und 1661 Einwohner, 1828 zählte man 300 Häuser und 2148 Einwohner, die als Händler, Handwerker, Landwirte und Leineweber beschäftigt waren. Viele Bewohner des Ortes waren Zipser Sachsen. Seit dem 17. Jahrhundert erließen die Berzeviczy dauerhaftes Ansiedlungsrecht für Juden im Ort, dass bis zum 19. Jahrhundert jüdisches Zentrum der Region Zips war, danach wurde es Kežmarok. Im Ort bestand die zweitälteste bekannte jüdische Gemeinde der Zips nach einer seit dem 15./16. Jahrhundert in der Zamagurze mit Synagoge in Spišská Stará Ves. Im 19. Jahrhundert gab es eine beachtliche jüdische Bevölkerungsmehrheit mit einer 1879 gegründeten Rabbinerschule.
Bis 1918 gehörte der Ort im Komitat Zips zum Königreich Ungarn und kam danach zur neu entstandenen Tschechoslowakei beziehungsweise heute Slowakei. 1947 kamen Teile des früheren Gemeindegebietes in der Hohen Tatra zur neu gegründeten Gemeinde Vysoké Tatry, nach dem Ort sind aber weiterhin geographische Objekte wie der Berg Huncovský štít (2352 m n.m.) und der Hochgebirgskessel Huncovská kotlina benannt.

### Ortsname
Zur Herkunft des Ortsnamens gibt es mehrere Sichtweisen: der häufigst angegebenen Ansicht nach hängt der Name mit der mittelalterlichen Hundezucht für ein nahes königliches Jagdrevier zusammen. In diesem Zusammenhang sind die Namen villa Canis (1268, lateinisch) und deutsch Hundsdorf zu erwähnen. Nach dem Kesmarker Gelehrten David Frölich mit einigen anderen zeitgenössischen Historikern bedeutet der Name eigentlich „Hunnendorf“ nach einer angeblichen Schlacht im Jahr 441 zwischen den Hunnen und den Römern. Andere Erklärungsversuche sind „Huhndorf“ wegen der historisch bedeutenden Hühnerzucht (zudem ziert ein Hahn das erste bekannte Gemeindesiegel), „Höhendorf“ oder auch Ableitung vom Personennamen Hund(t).

## Bevölkerung
| Jahr                | 1994 | 2004     | 2014     | 2024    |
| ------------------- | ---- | -------- | -------- | ------- |
| Anzahl der Personen | 1939 | 2396     | 3014     | 3209    |
| Unterschied         |      | +23,56 % | +25,79 % | +6,46 % |

| Jahr                | 2023 | 2024    |
| ------------------- | ---- | ------- |
| Anzahl der Personen | 3162 | 3209    |
| Unterschied         |      | +1,48 % |

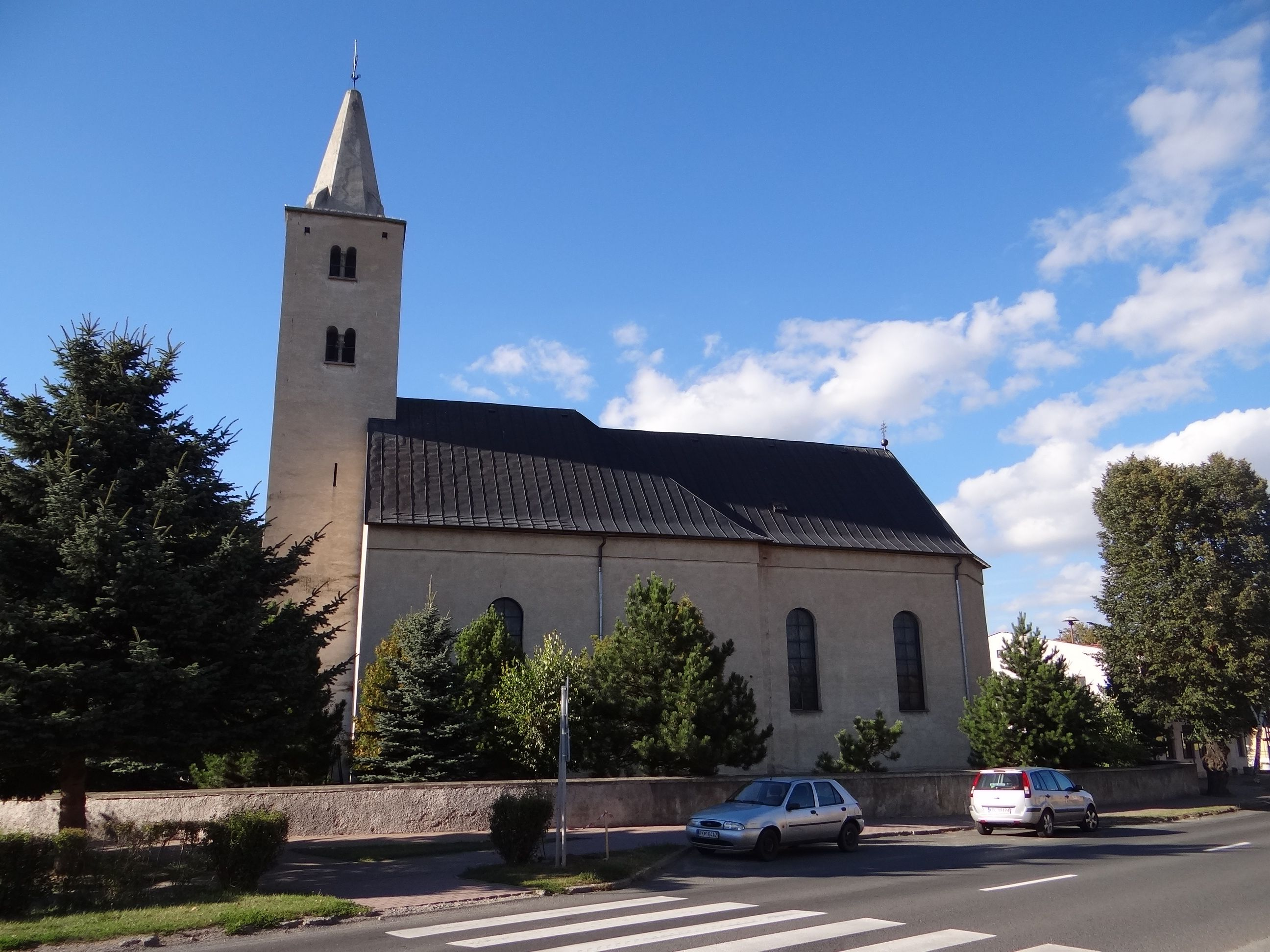
Römisch-katholische Kirche

Gemäß der Volkszählung 2011 wohnten in Huncovce 2926 Einwohner, davon 2343 Slowaken, 137 Roma, fünf Tschechen, drei Russinen, zwei Deutsche sowie jeweils ein  Pole und Russe. Ein Einwohner gab eine andere Ethnie an und 433 Einwohner machten keine Angabe zur Ethnie.
2297 Einwohner bekannten sich zur römisch-katholischen Kirche, 23 Einwohner zur Evangelischen Kirche A. B., 22 Einwohner zur griechisch-katholischen Kirche, fünf Einwohner zur orthodoxen Kirche, vier Einwohner zu den Zeugen Jehovas und ein Einwohner zur altkatholischen Kirche. Ein Einwohner bekannte sich zu einer anderen Konfession, 92 Einwohner waren konfessionslos und bei 481 Einwohnern wurde die Konfession nicht ermittelt.

## Bauwerke und Denkmäler

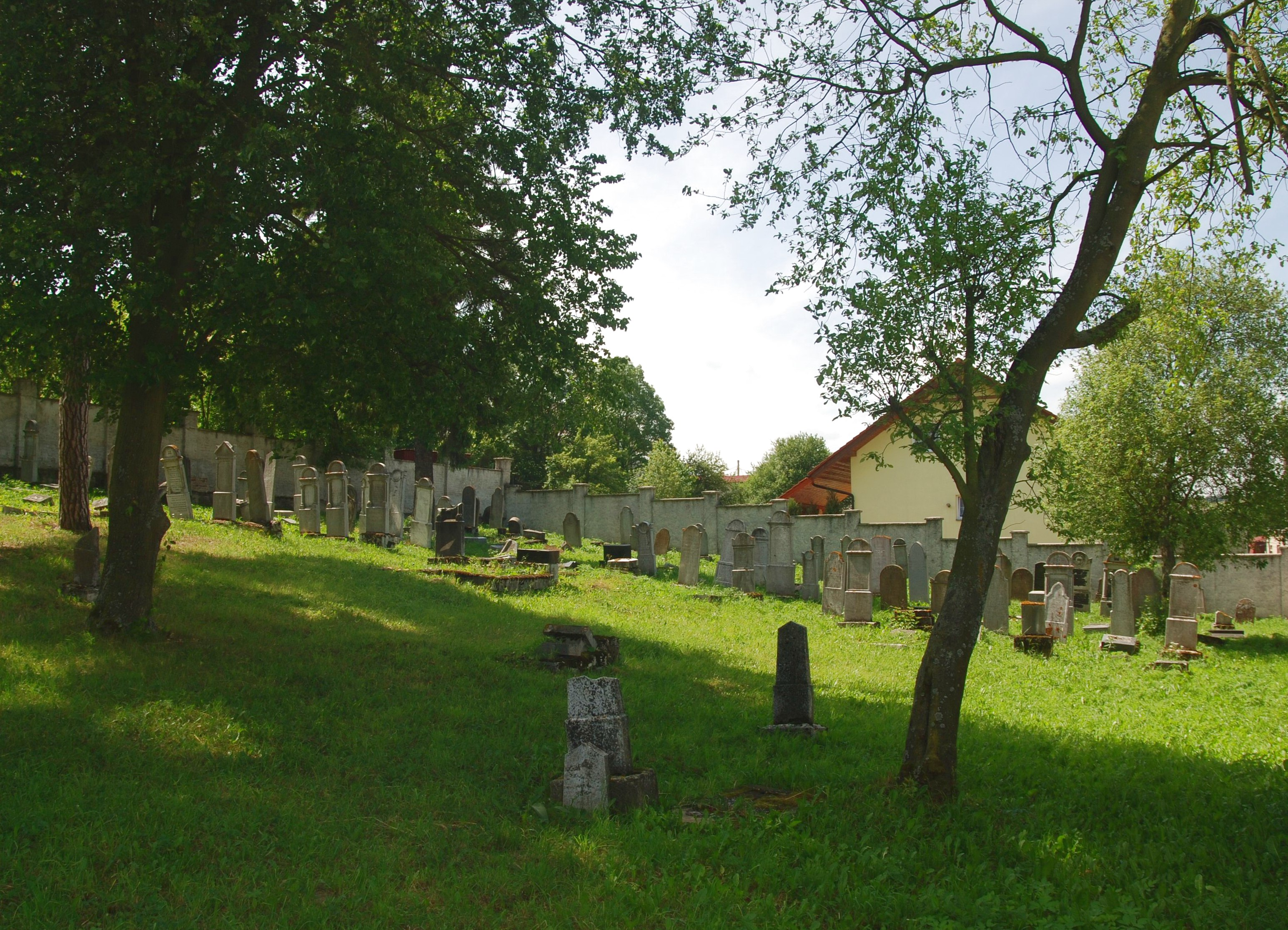
Jüdischer Friedhof

- römisch-katholische Kirche, ursprünglich ein romanischer Bau aus dem 13. Jahrhundert, von der nur der Turm übrig geblieben ist, denn sowohl das Schiff als auch die Sakristei im 14. Jahrhundert im Stil der Gotik neu errichtet wurden. Die Innenausstattung stammt aus der Zeit zwischen dem 17. und 19. Jahrhundert.
- evangelische Kirche im neoklassizistischen Stil aus dem Jahr 1859
- Kapelle im barock-klassizistischen Stil aus dem Jahr 1814
- Synagoge im klassizistischen Stil aus dem Jahr 1821, heute Lager

## Verkehr
Durch Huncovce verläuft die Cesta I. triedy 66 („Straße 1. Ordnung“) zwischen Poprad und Spišská Belá, von ihr zweigt im Ort die Cesta III. triedy 3094 („Straße 3. Ordnung“) nach Žakovce und Vrbov ab. Nördlich des Ortszentrums liegt die Haltestelle Huncovce an der Bahnstrecke Poprad-Tatry–Podolínec. Der Ort ist durch mehrere Bushaltestellen an das Regionalbusnetz angeschlossen.

## Persönlichkeiten
- Adolf Altmann (1879–1944), ungarischer Rabbiner in Salzburg, Meran und Trier
- Ernst Bethlenfalvy (1880–1955), ungarischer Zoologe und Naturforscher
- Rafael Joseffy (1852–1915), ungarischer Pianist und Musikpädagoge
- Samuel Rosenberg (1842–1919), Rabbiner